# 牟屏
牟屏，中华人民共和国政治人物、外交官。
1984年，担任首位中华人民共和国驻莱索托大使。1986年，由田长松接任。